# Roland Glaser
Roland Glaser (* 23. März 1935 in Jena) ist ein deutscher Biophysiker und ehemaliger Hochschullehrer. Er war Vorsitzender der Gesellschaft für physikalische und mathematische Biologie der Akademie der Wissenschaften der Deutschen Demokratischen Republik (DDR) und von 1970 bis 2000 ordentlicher Professor und langjähriger Dekan an der Humboldt-Universität Berlin.

## Leben
Glaser, Sohn eines Ingenieurs, begann nach dem Abitur 1953 ein Studium der Biologie an der Friedrich-Schiller-Universität Jena, welches er 1958 mit dem Diplom abschloss. 1961 wurde er bei Manfred Gersch mit Untersuchungen zur radiologischen Gewässerverschmutzung promoviert.
Von 1958 bis 1965 war Glaser wissenschaftlicher Mitarbeiter – bis 1961 im Amt für Kernforschung und Kerntechnik, dann am Institut für Medizin und Biologie der Akademie der Wissenschaften der DDR in Berlin-Buch.
1965 wurde Glaser an der Universität Jena habilitiert und war dort fünf Jahre lang Dozent für Zoologie. 1970 wurde er als ordentlicher Professor an die Humboldt-Universität Berlin berufen, wo er die folgenden 30 Jahre lehrte. 1990 wurde er Dekan der mathematisch-naturwissenschaftlichen Fakultät. Im Jahr 2000 wurde er emeritiert. Bis 2012 veröffentlichte er weitere wissenschaftliche Schriften.
Von 1979 bis zum Ende der DDR war Glaser korrespondierendes Mitglied der Akademie der Wissenschaften der DDR und dort von 1981 bis 1990 Vorsitzender der Gesellschaft für physikalische und mathematische Biologie. Von 1976 bis 1988 war er Mitglied des European Committee on Biophysics bei der UNESCO.
Glaser lebt in Berlin.

## Werk
Glaser ist einer der ersten Repräsentanten der modernen biophysikalischen Forschung und war maßgeblich an deren Etablierung in der universitären Lehre der DDR beteiligt. Er war langjähriger Mitherausgeber der international beachteten Fachzeitschriften studia biophysica und Biologische Rundschau. Seine Schrift Einführung in die Biophysik von 1971 wurde zum Standardwerk und von ihm selbst mehrfach aktualisiert. 2012 erschien in New York eine überarbeitete Neuauflage.

## Schriften (Auswahl)
- Glaser, Roland: Biologie einmal anders, URANIA-Verlag, Leipzig 1974, Aulis Verlag, Köln 1974.
- Glaser, Roland, K. Unger, M. Koch (Hrsg.): Umweltbiophysik (Tagungsband), Akademie-Verlag, Berlin 1976.
- Glaser, Roland: Grundriß der Biomechanik  (Wiss. Taschenbücher Nr. 286), Akademie-Verlag  1. Auflage, Berlin 1983  2. erweiterte Auflage, Berlin 1989.
- Glaser, Roland, D. Gingell (Hrsg.): Biophysics of the cell surface. Springer Series in Biophysics Vol. 5, Springer Verlag, Berlin 1990.
- Glaser, Roland: Einführung in die Biophysik, VEB Gustav Fischer Verlag, Jena 1971.
- Glaser, Roland: Biophysik, VEB Gustav-Fischer-Verlag, Jena 1986.
- Glaser, Roland: Heilende Magnete – strahlende Handys. Bioelektromagnetismus: Fakten und Legenden, Wiley-VCH, Weinheim 2008.